# DVTK Jegesmedvék
DVTK Jegesmedvék (celým názvem: Diósgyőr-Vasgyári Testgyakorlók Köre – Jegesmedvék) je maďarský klub ledního hokeje, který sídlí v Miskolci v župě Borsod-Abaúj-Zemplén. Založen byl v roce 1978 pod názvem Miskolci Kinizsi. Svůj současný název nese od roku 2015. DVTK je trojnásobným mistrem Maďarska, vyhrál ligu třikrát za sebou v letech 2015 až 2017. Od sezóny 2018/19 do 2020/21 působil v Tipsport lize, nejvyšší slovenské soutěži v ledním hokeji, pak se vrátil do maďarsko-rumunské Erste ligy. Klubové barvy jsou červená a bílá.
Své domácí zápasy odehrává v hale Miskolci Jégcsarnok s kapacitou 2 304 diváků.
Od roku 2023 za klub hraje i český rodák, obránce Šimon Szathmáry.

## Historické názvy
Zdroj:
- 1978 – Miskolci Kinizsi
- 1990 – Miskolci HC (Miskolci Hoki Club)
- 1994 – Miskolci Jegesmedvék JSE (Miskolci Jegesmedvék Jégkorong Sport Egyesület)
- 2015 – DVTK Jegesmedvék (Diósgyőr-Vasgyári Testgyakorlók Köre – Jegesmedvék)

## Získané trofeje

### Vyhrané domácí soutěže
- Maďarský mistr v ledním hokeji ( 3× )
  - 2014/15, 2015/16, 2016/17
- Maďarský pohár v ledním hokeji ( 2× )
  - 2014/15, 2017/18

### Vyhrané mezinárodní soutěže
- Erste Liga ( 3× )
  - 2014/15, 2015/16, 2016/17

## Přehled ligové účasti
Zdroj:
- 1993–2014: OB I. Bajnokság (1. ligová úroveň v Maďarsku)
- 2008–2014: MOL Liga (mezinárodní soutěž)
- 2014–2017: MOL Liga (1. ligová úroveň v Maďarsku / mezinárodní soutěž)
- 2017–2018: Erste Liga (1. ligová úroveň v Maďarsku / mezinárodní soutěž)
- 2018–21: Extraliga (1. ligová úroveň na Slovensku)
  - 2018/2019 – 8. místo
  - 2019/2020 – 9. místo
  - 2020/2021 – 11. místo
- 2021–: Erste Liga

## Účast v mezinárodních pohárech
Zdroj:
Legenda: SP - Spenglerův pohár, EHP - Evropský hokejový pohár, EHL - Evropská hokejová liga, SSix - Super six, IIHFSup - IIHF Superpohár, VC - Victoria Cup, HLMI - Hokejová liga mistrů IIHF, ET - European Trophy, HLM - Hokejová liga mistrů, KP - Kontinentální pohár
- KP 2012/2013 – 2. kolo, sk. C (4. místo)
- KP 2015/2016 – 2. kolo, sk. B (2. místo)
- KP 2016/2017 – 2. kolo, sk. C (2. místo)
- KP 2017/2018 – 3. kolo, sk. E (3. místo)